# Gervase Elwes (Sänger)

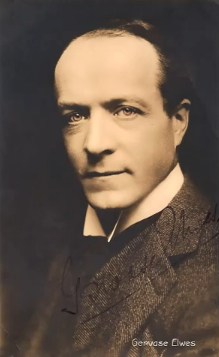
Gervase Elwes, 1918

Gervase Henry Elwes (* 15. November 1866 in Billing Hall; † 12. Januar 1921 in Boston) war ein englischer Opernsänger (Tenor).
Elwes, der dem englischen Landadel entstammte, stand von 1891 bis 1895 im diplomatischen Dienst. Nach seiner Ausbildung an der Oratory School in Birmingham und in der Christ Church in Oxford war er als Amateursänger aktiv. Ab 1895 studierte er Gesang bei Désiré Demest in Brüssel, bei Henry Russell in London und Jacques Bouhy in Paris und debütierte 1903 beim Westmoreland Festival in Kendal in Engelbert Humperdincks Reise nach Kevelaer. Danach setzte er seine Ausbildung bei Victor Beigel in London fort. Bei weiteren Festivals sang er zahlreiche neue Lieder von Rebecca Clarke, Teresa del Riego und Irène de Poldowski.
1904 sang er unter Leitung von Felix Weingartner in London erstmals das Solo in The Dream of Gerontius von Edward Elgar und galt seither als unerreichter Interpret dieser Partie. Im gleichen Jahr gab er ein Konzert vor der königlichen Familie auf Schloss Windsor. 1905 gab er die Uraufführung von Roger Quilters Liederzyklus To Julia. Bei einer Konzertreise mit der Pianistin Fanny Davis wurde er in Berlin und München als Interpret von Brahms-Liedern bewundert.
1909 war Elwes der Interpret der Uraufführung von Ralph Vaughan Williams’ Liedzyklus On Wenlock Edge. Im gleichen Jahr hatte er Erfolg mit The Dream of Gerontius und Liederabenden in New York und Boston. 1914 trat er in Amsterdam als Evangelist in Bachs Matthäuspassion unter der Leitung von Willem Mengelberg auf. 1917 gab er ein Konzert vor alliierten Soldaten in Frankreich.
In den Jahren 1920–21 unternahm Elwes erneut eine Tournee durch Nordamerika. Er hatte einen großen Erfolg bei einem Auftritt in der Aeolian Hall in New York und gab am 11. Januar 1921 ein Konzert an der Princeton University. Auf der Weiterreise zur Harvard University wurde er am Folgetag im Bahnhof von Boston von einem Zug überfahren. Im gleichen Jahr gründete sein ehemaliger Lehrer Beigel den Gervase Elwes Memory Fund (später The Musicians Benevolent Fund) zur Förderung junger Musiker. John Joseph Hahessy wuchs bei den Nachkommen Elwes' auf und nahm als Sänger den Namen John Joseph Elwes an.